# Mitad de Noria
Mitad de Noria är en ort i Mexiko.   Den ligger i kommunen Pénjamo och delstaten Guanajuato, i den centrala delen av landet, 300 km väster om huvudstaden Mexico City. Mitad de Noria ligger 1 686 meter över havet och antalet invånare är 278.
Terrängen runt Mitad de Noria är kuperad åt nordost, men åt sydväst är den platt. Runt Mitad de Noria är det ganska tätbefolkat, med 104 invånare per kvadratkilometer. Närmaste större samhälle är La Piedad Cavadas, 14,9 km sydväst om Mitad de Noria. Omgivningarna runt Mitad de Noria är en mosaik av jordbruksmark och naturlig växtlighet.